# Giovanni Porta
Giovanni Porta, né probablement à Venise vers 1675 et mort le 21 juin 1755 à Munich, est un compositeur d'opéras italien. 

## Biographie
Giovanni Porta a été l'un de principaux compositeurs d'opéras au début du XVIIIe siècle et aussi l'un des plus célèbres musiciens vénitiens. Il travailla entre autres villes à Rome, Vicence, Vérone, Londres - où son opéra Numitore ouvrit en 1720 la première saison de la Royal Academy of Music puis il retourna à Venise, puis à Vérone, et s'établit finalement à Munich où il passa les 18 dernières années de sa vie.